# Kata guruma

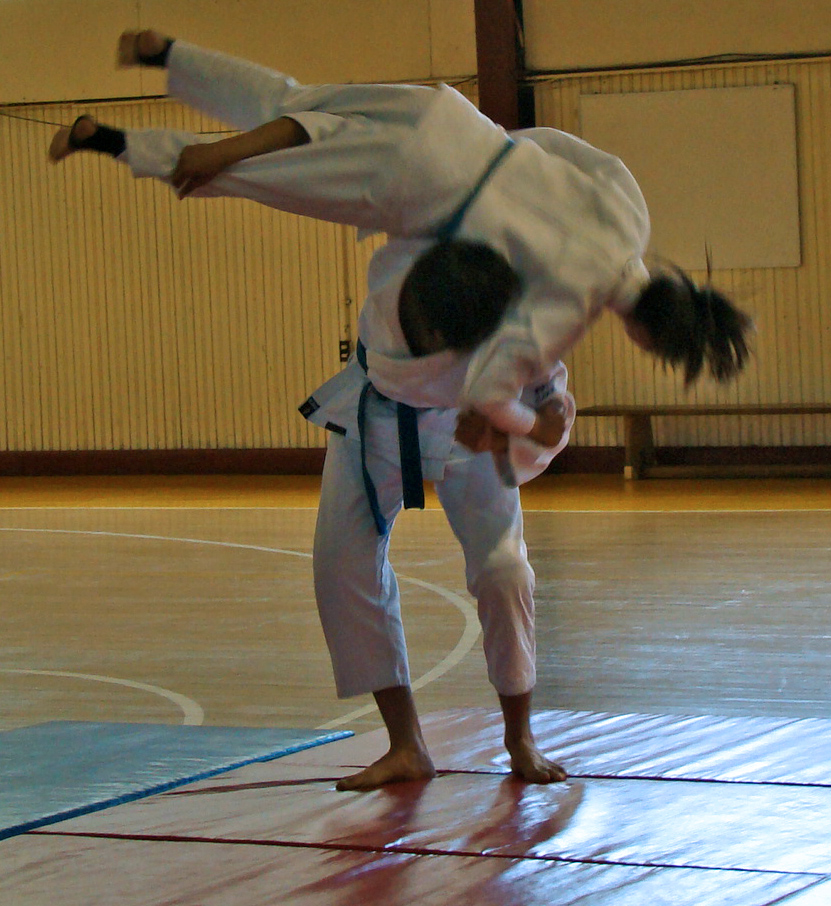
Kata guruma.

Kata guruma (肩車?) es una técnica de judo, una de las 40 reconocidas por Jigoro Kano. Pertenece al tercer grupo de los movimientos del gokyo no waza del kodokan judo. Debido a que la técnica no es un barrido y requiere que el tori ejerza fuerza para levantar al uke, es categorizada en las técnicas de lanzamiento manual o tewaza.

## Ejecución
El atacante (tori) se sitúa frente al defensor (uke) y, agarrando su brazo, lo levanta horizontalmente sobre sus hombros, en una posición popularmente conocida como fireman's carry. El atacante empuja entonces sus piernas tirando de su brazo para voltear al oponente y que caiga al suelo de espaldas.